# Ed Jenkins
Edgar Lanier "Ed" Jenkins (4 de enero de 1933 - 1 de enero de 2012) fue un político estadounidense de Georgia. Sirvió en la Cámara de Representantes de Estados Unidos desde 1977-93 como un demócrata.
Jenkins, nación en Young Harris, Georgia, sirvió en la Guardia Costera de Estados Unidos desde 1952-55 y como auxiliar administrativo del congresista Phillip M. Landrum desde 1959-62. Apoyó protección para la industria textil y recortes de impuestos. En 1989, desafió a Richard Gephardt por líder de mayoría pero perdió por un margen de 76 a 181 votos. Edgar murió, a los 78 años, en Atlanta.